# Wirma (mijanka)
Wirma (ros. Вирма, krl. Virma) – mijanka i przystanek kolejowy wśród tajgi, w rejonie biełomorskim, w Karelii, w Rosji. Położona jest na linii Biełomorsk – Obozierskij, w oddaleniu od osad ludzkich. Najbliższą miejscowością jest Wirma.